# Копонг
Копонг (англ. Kopong) — населённый пункт сельского типа на юго-востоке Ботсваны, на территории округа Квененг.

## Географическое положение
Расположен в юго-восточной части округа Квененг, в 25 км к северу от столицы страны, города Габороне, на высоте 992 м над уровнем моря. В настоящее время Копонг можно считать частью агломерации Габороне, население которой по данным на 2011 год насчитывает 421 907 жителей.

## Население
По данным переписи 2011 года население Копонга составляет 9320 человек. Является шестым по величине населённым пунктом округа.
Динамика численности населения города по годам:
| 1991 | 2001 | 2011 | 2013   |
| ---- | ---- | ---- | ------ |
| 3122 | 5571 | 9320 | 10 268 |